# جريج موتولا
جريج موتولا هو مخرج وسيناريست أمريكي ولد في 11 يوليو 1964.